# Strong Enough (Cher)
Strong Enough is een nummer van de Amerikaanse zangeres Cher uit 1999. Het is de tweede single van haar 22e studioalbum Believe.
"Strong Enough" is sterk beïnvloed door de disco uit de jaren '70. De tekst gaat over een vrouw die een moeilijke tijd heeft gehad na een op de klippen gelopen relatie, maar zichzelf heeft herpakt en sterk genoeg is om haar leven weer op te pakken. Het nummer was in Amerika niet heel succesvol; het bereikte daar de 57e positie in de Billboard Hot 100. In Europa werd de plaat wél een hit; met bijvoorbeeld een 11e positie in de Nederlandse Top 40 en een 6e positie in de Vlaamse Ultratop 50.

## Tracklijst
Cd-single
1. "Strong Enough" – 3:44
2. "Strong Enough" (Pumpin' Dolls radio edit) – 3:48